# Grupp 1 i kvalspelet till Europamästerskapet i fotboll för damer 2013
Grupp 1 i kvalspelet till Europamästerskapet i fotboll för damer 2013 var en av sju kvalificeringsgrupper till fotbolls-EM och som spelades mellan 17 september 2011 och 19 september 2012. I gruppen spelade Bosnien och Hercegovina, Grekland, Italien, Makedonien, Polen och Ryssland.
Italien vann gruppen och gick direkt vidare till EM-turneringen 2013. För grupptvåan Ryssland väntade playoff-spel under hösten 2012 i ett dubbelmöte (hemma/borta) mot en annan grupptvåa om en av de tre sista platserna till fotbolls-EM.

## Tabell
| Nr | Lag                     | S  | V | O | F | GM | IM | MS  | P  |
| -- | ----------------------- | -- | - | - | - | -- | -- | --- | -- |
| 1  | Italien                 | 10 | 9 | 1 | 0 | 35 | 0  | +35 | 28 |
| 2  | Ryssland                | 10 | 7 | 1 | 2 | 31 | 6  | +25 | 22 |
| 3  | Polen                   | 10 | 5 | 2 | 3 | 17 | 11 | +6  | 17 |
| 4  | Bosnien och Hercegovina | 10 | 3 | 1 | 6 | 12 | 21 | −9  | 10 |
| 5  | Grekland                | 10 | 0 | 5 | 5 | 7  | 20 | −13 | 5  |
| 6  | Makedonien              | 10 | 0 | 2 | 8 | 5  | 49 | −44 | 2  |

## Matcher
|             | 17 september 2011 | Bosnien och Hercegovina | 0 – 1           | Italien                 | Asim Ferhatović Hase Stadion                          |                                                       |
| 18:00 UTC+2 | 18:00 UTC+2       |                         | (0 – 1) Rapport | 44′ (str.) Alice Parisi | Sarajevo Publik: 140 Domare: Jana Adámková (Tjeckien) | Sarajevo Publik: 140 Domare: Jana Adámková (Tjeckien) |
| 18:00 UTC+2 | 18:00 UTC+2       |                         |                 |                         | Sarajevo Publik: 140 Domare: Jana Adámková (Tjeckien) | Sarajevo Publik: 140 Domare: Jana Adámková (Tjeckien) |
| 18:00 UTC+2 | 18:00 UTC+2       |                         |                 |                         | Sarajevo Publik: 140 Domare: Jana Adámková (Tjeckien) | Sarajevo Publik: 140 Domare: Jana Adámková (Tjeckien) |

|             | 21 september 2011 | Polen | 0 – 3           | Ryssland                                   | OSiR Racibórz | |
| 16:00 UTC+2 | 16:00 UTC+2       |       | (0 – 1) Rapport | 18′ Elena Morozova 81′ Jekaterina Sochneva | Racibórz Publik: 2 500 Domare: Teodora Albon (Rumänien) Matchen slutade först 0–2, men Ryssland tilldelades senare segern med resultatet 0–3. | Racibórz Publik: 2 500 Domare: Teodora Albon (Rumänien) Matchen slutade först 0–2, men Ryssland tilldelades senare segern med resultatet 0–3. |
| 16:00 UTC+2 | 16:00 UTC+2       |       |                 |                                            | Racibórz Publik: 2 500 Domare: Teodora Albon (Rumänien) Matchen slutade först 0–2, men Ryssland tilldelades senare segern med resultatet 0–3. | Racibórz Publik: 2 500 Domare: Teodora Albon (Rumänien) Matchen slutade först 0–2, men Ryssland tilldelades senare segern med resultatet 0–3. |
| 16:00 UTC+2 | 16:00 UTC+2       |       |                 |                                            | Racibórz Publik: 2 500 Domare: Teodora Albon (Rumänien) Matchen slutade först 0–2, men Ryssland tilldelades senare segern med resultatet 0–3. | Racibórz Publik: 2 500 Domare: Teodora Albon (Rumänien) Matchen slutade först 0–2, men Ryssland tilldelades senare segern med resultatet 0–3. |

|             | 22 oktober 2011 | Ryssland                                           | 4 – 1           | Bosnien och Hercegovina | Krasnoarmeysk Stadion                                    |                                                          |
| 14:00 UTC+3 | 14:00 UTC+3     | Olga Petrova 27′, 55′ Natalia Shlyapina 80′, 90+1′ | (1 – 0) Rapport | 54′ Lidija Kuliš        | Krasnoarmejsk Publik: 550 Domare: Anja Kunick (Tyskland) | Krasnoarmejsk Publik: 550 Domare: Anja Kunick (Tyskland) |
| 14:00 UTC+3 | 14:00 UTC+3     |                                                    |                 |                         | Krasnoarmejsk Publik: 550 Domare: Anja Kunick (Tyskland) | Krasnoarmejsk Publik: 550 Domare: Anja Kunick (Tyskland) |
| 14:00 UTC+3 | 14:00 UTC+3     |                                                    |                 |                         | Krasnoarmejsk Publik: 550 Domare: Anja Kunick (Tyskland) | Krasnoarmejsk Publik: 550 Domare: Anja Kunick (Tyskland) |

|             | 22 oktober 2011 | Makedonien | 0 – 9           | Italien | Stadion Goce Delčev                                    |                                                        |
| 14:00 UTC+2 | 14:00 UTC+2     |            | (0 – 6) Rapport | 1′, 11′ Pamela Conti 18′, 72′ Elisa Camporese 31′, 34′, 79′ Daniela Sabatino 36′ Alice Parisi 52′ Melania Gabbiadini | Prilep Publik: 300 Domare: Knarik Grigoryan (Armenien) | Prilep Publik: 300 Domare: Knarik Grigoryan (Armenien) |
| 14:00 UTC+2 | 14:00 UTC+2     |            |                 | | Prilep Publik: 300 Domare: Knarik Grigoryan (Armenien) | Prilep Publik: 300 Domare: Knarik Grigoryan (Armenien) |
| 14:00 UTC+2 | 14:00 UTC+2     |            |                 | | Prilep Publik: 300 Domare: Knarik Grigoryan (Armenien) | Prilep Publik: 300 Domare: Knarik Grigoryan (Armenien) |

|             | 22 oktober 2011 | Polen                          | 2 – 0           | Grekland | IM Ksiedza Wladyslaw                                     |                                                          |
| 16:00 UTC+2 | 16:00 UTC+2     | Anna Żelazko 45+4′ (str.), 49′ | (1 – 0) Rapport |          | Nowy Sącz Publik: 500 Domare: Séverine Zinck (Frankrike) | Nowy Sącz Publik: 500 Domare: Séverine Zinck (Frankrike) |
| 16:00 UTC+2 | 16:00 UTC+2     |                                |                 |          | Nowy Sącz Publik: 500 Domare: Séverine Zinck (Frankrike) | Nowy Sącz Publik: 500 Domare: Séverine Zinck (Frankrike) |
| 16:00 UTC+2 | 16:00 UTC+2     |                                |                 |          | Nowy Sącz Publik: 500 Domare: Séverine Zinck (Frankrike) | Nowy Sącz Publik: 500 Domare: Séverine Zinck (Frankrike) |

|             | 26 oktober 2011 | Makedonien           | 1 – 1           | Grekland                   | Stadion Goce Delčev                                |                                                    |
| 14:00 UTC+2 | 14:00 UTC+2     | Natasha Andonova 86′ | (0 – 1) Rapport | 37′ Anastasia Papadopoulou | Prilep Publik: 600 Domare: Elia Martinez (Spanien) | Prilep Publik: 600 Domare: Elia Martinez (Spanien) |
| 14:00 UTC+2 | 14:00 UTC+2     |                      |                 |                            | Prilep Publik: 600 Domare: Elia Martinez (Spanien) | Prilep Publik: 600 Domare: Elia Martinez (Spanien) |
| 14:00 UTC+2 | 14:00 UTC+2     |                      |                 |                            | Prilep Publik: 600 Domare: Elia Martinez (Spanien) | Prilep Publik: 600 Domare: Elia Martinez (Spanien) |

|             | 26 oktober 2011 | Italien                      | 2 – 0           | Ryssland | O Tenni                                                        |                                                                |
| 15:00 UTC+2 | 15:00 UTC+2     | Pamela Conti 10′ (str.), 28′ | (1 – 0) Rapport |          | Treviso Publik: 800 Domare: Christina Westrum Pedersen (Norge) | Treviso Publik: 800 Domare: Christina Westrum Pedersen (Norge) |
| 15:00 UTC+2 | 15:00 UTC+2     |                              |                 |          | Treviso Publik: 800 Domare: Christina Westrum Pedersen (Norge) | Treviso Publik: 800 Domare: Christina Westrum Pedersen (Norge) |
| 15:00 UTC+2 | 15:00 UTC+2     |                              |                 |          | Treviso Publik: 800 Domare: Christina Westrum Pedersen (Norge) | Treviso Publik: 800 Domare: Christina Westrum Pedersen (Norge) |

|             | 26 oktober 2011 | Polen                                                         | 4 – 0           | Bosnien och Hercegovina | Pilkarski                                                   |                                                             |
| 19:30 UTC+2 | 19:30 UTC+2     | Anna Żelazko 45+1′ (77) Agnieszka Winczo 82′ Marta Stobba 86′ | (1 – 0) Rapport |                         | Sosnowiec Publik: 628 Domare: Sandra Braz Bastos (Portugal) | Sosnowiec Publik: 628 Domare: Sandra Braz Bastos (Portugal) |
| 19:30 UTC+2 | 19:30 UTC+2     |                                                               |                 |                         | Sosnowiec Publik: 628 Domare: Sandra Braz Bastos (Portugal) | Sosnowiec Publik: 628 Domare: Sandra Braz Bastos (Portugal) |
| 19:30 UTC+2 | 19:30 UTC+2     |                                                               |                 |                         | Sosnowiec Publik: 628 Domare: Sandra Braz Bastos (Portugal) | Sosnowiec Publik: 628 Domare: Sandra Braz Bastos (Portugal) |

|             | 19 november 2011 | Makedonien                             | 2 – 6           | Bosnien och Hercegovina                                         | Stadion Goce Delčev                                      |                                                          |
| 13:00 UTC+1 | 13:00 UTC+1      | Afrodita Salihi 50′ Gentjana Rochi 78′ | (0 – 3) Rapport | 17′ Amela Kršo 33′, 36′, 60′, 76′ Lidija Kuliš 79′ Alisa Spahić | Prilep Publik: 150 Domare: Natalia Aleksakhina (Ukraina) | Prilep Publik: 150 Domare: Natalia Aleksakhina (Ukraina) |
| 13:00 UTC+1 | 13:00 UTC+1      |                                        |                 |                                                                 | Prilep Publik: 150 Domare: Natalia Aleksakhina (Ukraina) | Prilep Publik: 150 Domare: Natalia Aleksakhina (Ukraina) |
| 13:00 UTC+1 | 13:00 UTC+1      |                                        |                 |                                                                 | Prilep Publik: 150 Domare: Natalia Aleksakhina (Ukraina) | Prilep Publik: 150 Domare: Natalia Aleksakhina (Ukraina) |

|             | 19 november 2011 | Grekland | 0 – 4           | Ryssland                                                         | Giannis Pathiakakis                                 |                                                     |
| 14:00 UTC+1 | 14:00 UTC+1      |          | (0 – 1) Rapport | 23′, 78′ Olga Petrova 58′ Ekaterina Sochneva 79′ Elena Terekhova | Aten Publik: 122 Domare: Pernilla Larsson (Sverige) | Aten Publik: 122 Domare: Pernilla Larsson (Sverige) |
| 14:00 UTC+1 | 14:00 UTC+1      |          |                 |                                                                  | Aten Publik: 122 Domare: Pernilla Larsson (Sverige) | Aten Publik: 122 Domare: Pernilla Larsson (Sverige) |
| 14:00 UTC+1 | 14:00 UTC+1      |          |                 |                                                                  | Aten Publik: 122 Domare: Pernilla Larsson (Sverige) | Aten Publik: 122 Domare: Pernilla Larsson (Sverige) |

|             | 19 november 2011 | Polen | 0 – 5           | Italien                                                                  | MZOS Znicz                                            |                                                       |
| 17:00 UTC+1 | 17:00 UTC+1      |       | (0 – 1) Rapport | 25′, 63′, 82′ Melania Gabbiadini 74′ Patrizia Panico 77′ Elisa Camporese | Pruszków Publik: 490 Domare: Esther Staubli (Schweiz) | Pruszków Publik: 490 Domare: Esther Staubli (Schweiz) |
| 17:00 UTC+1 | 17:00 UTC+1      |       |                 |                                                                          | Pruszków Publik: 490 Domare: Esther Staubli (Schweiz) | Pruszków Publik: 490 Domare: Esther Staubli (Schweiz) |
| 17:00 UTC+1 | 17:00 UTC+1      |       |                 |                                                                          | Pruszków Publik: 490 Domare: Esther Staubli (Schweiz) | Pruszków Publik: 490 Domare: Esther Staubli (Schweiz) |

|             | 23 november 2011 | Makedonien | 0 – 3           | Polen                                     | Stadion Goce Delčev                              |                                                  |
| 13:00 UTC+1 | 13:00 UTC+1      |            | (0 – 3) Rapport | 3′, 14′ Agnieszka Winczo 10′ Anna Żelazko | Prilep Publik: 212 Domare: Eszter Urban (Ungern) | Prilep Publik: 212 Domare: Eszter Urban (Ungern) |
| 13:00 UTC+1 | 13:00 UTC+1      |            |                 |                                           | Prilep Publik: 212 Domare: Eszter Urban (Ungern) | Prilep Publik: 212 Domare: Eszter Urban (Ungern) |
| 13:00 UTC+1 | 13:00 UTC+1      |            |                 |                                           | Prilep Publik: 212 Domare: Eszter Urban (Ungern) | Prilep Publik: 212 Domare: Eszter Urban (Ungern) |

|             | 23 november 2011 | Italien                                        | 2 – 0           | Grekland | Comunale                                               |                                                        |
| 14:00 UTC+1 | 14:00 UTC+1      | Melania Gabbiadini 59′ Giulia Domenichetti 83′ | (0 – 0) Rapport |          | Trani Publik: 1 600 Domare: Floarea Ionescu (Rumänien) | Trani Publik: 1 600 Domare: Floarea Ionescu (Rumänien) |
| 14:00 UTC+1 | 14:00 UTC+1      |                                                |                 |          | Trani Publik: 1 600 Domare: Floarea Ionescu (Rumänien) | Trani Publik: 1 600 Domare: Floarea Ionescu (Rumänien) |
| 14:00 UTC+1 | 14:00 UTC+1      |                                                |                 |          | Trani Publik: 1 600 Domare: Floarea Ionescu (Rumänien) | Trani Publik: 1 600 Domare: Floarea Ionescu (Rumänien) |

|             | 15 februari 2012 | Grekland                     | 2 – 3           | Bosnien och Hercegovina              | Kleanthis Vikelidis Stadium                            |                                                        |
| 14:00 UTC+1 | 14:00 UTC+1      | Dimitra Panteliadou 75′, 89′ | (0 – 2) Rapport | 8′, 21′ Lidija Kuliš 60′ Moira Murić | Thessaloniki Publik: 409 Domare: Ginta Pēce (Lettland) | Thessaloniki Publik: 409 Domare: Ginta Pēce (Lettland) |
| 14:00 UTC+1 | 14:00 UTC+1      |                              |                 |                                      | Thessaloniki Publik: 409 Domare: Ginta Pēce (Lettland) | Thessaloniki Publik: 409 Domare: Ginta Pēce (Lettland) |
| 14:00 UTC+1 | 14:00 UTC+1      |                              |                 |                                      | Thessaloniki Publik: 409 Domare: Ginta Pēce (Lettland) | Thessaloniki Publik: 409 Domare: Ginta Pēce (Lettland) |

|             | 31 mars 2012 | Ryssland                                                                                        | 8 – 0           | Makedonien | Trud Stadium                                                  |                                                               |
| 13:00 UTC+2 | 13:00 UTC+2  | Elena Morozova 14′, 68′, 82′ Olesya Mashina 21′, 74′, 79′ Natalia Pertseva 54′ Elena Medved 87′ | (2 – 0) Rapport |            | Podolsk Publik: 1 200 Domare: Sjoukje de Jong (Nederländerna) | Podolsk Publik: 1 200 Domare: Sjoukje de Jong (Nederländerna) |
| 13:00 UTC+2 | 13:00 UTC+2  |                                                                                                 |                 |            | Podolsk Publik: 1 200 Domare: Sjoukje de Jong (Nederländerna) | Podolsk Publik: 1 200 Domare: Sjoukje de Jong (Nederländerna) |
| 13:00 UTC+2 | 13:00 UTC+2  |                                                                                                 |                 |            | Podolsk Publik: 1 200 Domare: Sjoukje de Jong (Nederländerna) | Podolsk Publik: 1 200 Domare: Sjoukje de Jong (Nederländerna) |

|             | 31 mars 2012 | Grekland                 | 1 – 1           | Polen             | Nea Smyrni Stadium                              |                                                 |
| 16:00 UTC+3 | 16:00 UTC+3  | Vasilikas Moskofidou 38′ | (1 – 1) Rapport | 20′ Sandra Sałata | Aten Publik: 279 Domare: Anja Kunick (Tyskland) | Aten Publik: 279 Domare: Anja Kunick (Tyskland) |
| 16:00 UTC+3 | 16:00 UTC+3  |                          |                 |                   | Aten Publik: 279 Domare: Anja Kunick (Tyskland) | Aten Publik: 279 Domare: Anja Kunick (Tyskland) |
| 16:00 UTC+3 | 16:00 UTC+3  |                          |                 |                   | Aten Publik: 279 Domare: Anja Kunick (Tyskland) | Aten Publik: 279 Domare: Anja Kunick (Tyskland) |

|             | 31 mars 2012 | Italien                                                       | 4 – 0           | Bosnien och Hercegovina | Stadio Paolo Mazza                                     |                                                        |
| 16:00 UTC+2 | 16:00 UTC+2  | Patrizia Panico 14′, 74′ Elisa Camporese 40′ Pamela Conti 46′ | (2 – 0) Rapport |                         | Ferrara Publik: 1 700 Domare: Esther Azzopardi (Malta) | Ferrara Publik: 1 700 Domare: Esther Azzopardi (Malta) |
| 16:00 UTC+2 | 16:00 UTC+2  |                                                               |                 |                         | Ferrara Publik: 1 700 Domare: Esther Azzopardi (Malta) | Ferrara Publik: 1 700 Domare: Esther Azzopardi (Malta) |
| 16:00 UTC+2 | 16:00 UTC+2  |                                                               |                 |                         | Ferrara Publik: 1 700 Domare: Esther Azzopardi (Malta) | Ferrara Publik: 1 700 Domare: Esther Azzopardi (Malta) |

|             | 4 april 2012 | Ryssland | 0 – 2           | Italien                 | Trud Stadium                                           |                                                        |
| 14:00 UTC+3 | 14:00 UTC+3  |          | (0 – 1) Rapport | 8′, 65′ Patrizia Panico | Podolsk Publik: 6 100 Domare: Saša Ihringová (England) | Podolsk Publik: 6 100 Domare: Saša Ihringová (England) |
| 14:00 UTC+3 | 14:00 UTC+3  |          |                 |                         | Podolsk Publik: 6 100 Domare: Saša Ihringová (England) | Podolsk Publik: 6 100 Domare: Saša Ihringová (England) |
| 14:00 UTC+3 | 14:00 UTC+3  |          |                 |                         | Podolsk Publik: 6 100 Domare: Saša Ihringová (England) | Podolsk Publik: 6 100 Domare: Saša Ihringová (England) |

|             | 4 april 2012 | Grekland                                  | 2 – 2           | Makedonien                | Nea Smyrni Stadium                                       |                                                          |
| 16:00 UTC+3 | 16:00 UTC+3  | Maria Mitkou 32′ Vasilikas Moskofidou 58′ | (1 – 2) Rapport | 23′, 45+1′ Gentjana Rochi | Aten Publik: 189 Domare: Hilal Tuba Tosun Ayer (Turkiet) | Aten Publik: 189 Domare: Hilal Tuba Tosun Ayer (Turkiet) |
| 16:00 UTC+3 | 16:00 UTC+3  |                                           |                 |                           | Aten Publik: 189 Domare: Hilal Tuba Tosun Ayer (Turkiet) | Aten Publik: 189 Domare: Hilal Tuba Tosun Ayer (Turkiet) |
| 16:00 UTC+3 | 16:00 UTC+3  |                                           |                 |                           | Aten Publik: 189 Domare: Hilal Tuba Tosun Ayer (Turkiet) | Aten Publik: 189 Domare: Hilal Tuba Tosun Ayer (Turkiet) |

|             | 16 juni 2012 | Italien | 9 – 0           | Makedonien | Stadio Olimpico di Torino                         |                                                   |
| 15:00 UTC+2 | 15:00 UTC+2  | Patrizia Panico 34′, 48′, 55′ Raffaella Manieri 31′, 45′ Sandy Iannella 54′ Elisa Camporese 62′ Daniela Sabatino 78′ Elisabetta Tona 78′ | (3 – 0) Rapport |            | Turin Publik: 3 000 Domare: Ausra Kance (Litauen) | Turin Publik: 3 000 Domare: Ausra Kance (Litauen) |
| 15:00 UTC+2 | 15:00 UTC+2  | |                 |            | Turin Publik: 3 000 Domare: Ausra Kance (Litauen) | Turin Publik: 3 000 Domare: Ausra Kance (Litauen) |
| 15:00 UTC+2 | 15:00 UTC+2  | |                 |            | Turin Publik: 3 000 Domare: Ausra Kance (Litauen) | Turin Publik: 3 000 Domare: Ausra Kance (Litauen) |

|             | 16 juni 2012 | Ryssland                                                                                | 4 – 0           | Grekland | Rossijanka Stadion                                                  |                                                                     |
| 17:00 UTC+3 | 17:00 UTC+3  | Anastasia Kostyukova 24′ Elena Suslova 28′ Ekaterina Sochneva 60′ Natalia Shlyapina 68′ | (2 – 0) Rapport |          | Krasnoarmejsk Publik: 1 500 Domare: Paloma Quintero Siles (Spanien) | Krasnoarmejsk Publik: 1 500 Domare: Paloma Quintero Siles (Spanien) |
| 17:00 UTC+3 | 17:00 UTC+3  |                                                                                         |                 |          | Krasnoarmejsk Publik: 1 500 Domare: Paloma Quintero Siles (Spanien) | Krasnoarmejsk Publik: 1 500 Domare: Paloma Quintero Siles (Spanien) |
| 17:00 UTC+3 | 17:00 UTC+3  |                                                                                         |                 |          | Krasnoarmejsk Publik: 1 500 Domare: Paloma Quintero Siles (Spanien) | Krasnoarmejsk Publik: 1 500 Domare: Paloma Quintero Siles (Spanien) |

|             | 16 juni 2012 | Bosnien och Hercegovina | 0 – 2           | Polen                       | Asim Ferhatović Hase-stadion,                          |                                                        |
| 17:00 UTC+2 | 17:00 UTC+2  |                         | (0 – 2) Rapport | 9′, 27′ (str.) Anna Żelazko | Sarajevo Publik: 150 Domare: Kateryna Monzul (Ukraina) | Sarajevo Publik: 150 Domare: Kateryna Monzul (Ukraina) |
| 17:00 UTC+2 | 17:00 UTC+2  |                         |                 |                             | Sarajevo Publik: 150 Domare: Kateryna Monzul (Ukraina) | Sarajevo Publik: 150 Domare: Kateryna Monzul (Ukraina) |
| 17:00 UTC+2 | 17:00 UTC+2  |                         |                 |                             | Sarajevo Publik: 150 Domare: Kateryna Monzul (Ukraina) | Sarajevo Publik: 150 Domare: Kateryna Monzul (Ukraina) |

|             | 20 juni 2012 | Polen                                                    | 4 – 0           | Makedonien | Public stadium                                    |                                                   |
| 17:00 UTC+2 | 17:00 UTC+2  | Donata Leśnik 4′ Sandra Sałata 35′, 51′ Anna Żelazko 67′ | (2 – 0) Rapport |            | Toruń Publik: 600 Domare: Petra Chudá (Slovakien) | Toruń Publik: 600 Domare: Petra Chudá (Slovakien) |
| 17:00 UTC+2 | 17:00 UTC+2  |                                                          |                 |            | Toruń Publik: 600 Domare: Petra Chudá (Slovakien) | Toruń Publik: 600 Domare: Petra Chudá (Slovakien) |
| 17:00 UTC+2 | 17:00 UTC+2  |                                                          |                 |            | Toruń Publik: 600 Domare: Petra Chudá (Slovakien) | Toruń Publik: 600 Domare: Petra Chudá (Slovakien) |

|             | 21 juni 2012 | Bosnien och Hercegovina | 0 – 1           | Ryssland                  | Asim Ferhatović Hase-stadion                         |                                                      |
| 17:00 UTC+2 | 17:00 UTC+2  |                         | (0 – 0) Rapport | 73′ (str.) Elena Morozova | Sarajevo Publik: 150 Domare: Morag Pirie (Skottland) | Sarajevo Publik: 150 Domare: Morag Pirie (Skottland) |
| 17:00 UTC+2 | 17:00 UTC+2  |                         |                 |                           | Sarajevo Publik: 150 Domare: Morag Pirie (Skottland) | Sarajevo Publik: 150 Domare: Morag Pirie (Skottland) |
| 17:00 UTC+2 | 17:00 UTC+2  |                         |                 |                           | Sarajevo Publik: 150 Domare: Morag Pirie (Skottland) | Sarajevo Publik: 150 Domare: Morag Pirie (Skottland) |

|             | 15 september 2012 | Makedonien | 0 – 6           | Ryssland                                                                    | Stadion Goce Delčev                                     |                                                         |
| 15:30 UTC+2 | 15:30 UTC+2       |            | (0 – 2) Rapport | 32′, 41′, 78′ Natalia Shlyapina 58′ Olesya Mashina 87′, 90′ Nelli Korovkina | Prilep Publik: 300 Domare: Aneliya Sinabova (Bulgarien) | Prilep Publik: 300 Domare: Aneliya Sinabova (Bulgarien) |
| 15:30 UTC+2 | 15:30 UTC+2       |            |                 |                                                                             | Prilep Publik: 300 Domare: Aneliya Sinabova (Bulgarien) | Prilep Publik: 300 Domare: Aneliya Sinabova (Bulgarien) |
| 15:30 UTC+2 | 15:30 UTC+2       |            |                 |                                                                             | Prilep Publik: 300 Domare: Aneliya Sinabova (Bulgarien) | Prilep Publik: 300 Domare: Aneliya Sinabova (Bulgarien) |

|             | 15 september 2012 | Bosnien och Hercegovina | 1 – 1           | Grekland                      | Asim Ferhatović Hase-stadion                          |                                                       |
| 17:00 UTC+2 | 17:00 UTC+2       | Nejra Šabić 16′         | (1 – 0) Rapport | 56′ (str.) Danai-Eleni Sidira | Sarajevo Publik: 80 Domare: Sabine Bonnin (Frankrike) | Sarajevo Publik: 80 Domare: Sabine Bonnin (Frankrike) |
| 17:00 UTC+2 | 17:00 UTC+2       |                         |                 |                               | Sarajevo Publik: 80 Domare: Sabine Bonnin (Frankrike) | Sarajevo Publik: 80 Domare: Sabine Bonnin (Frankrike) |
| 17:00 UTC+2 | 17:00 UTC+2       |                         |                 |                               | Sarajevo Publik: 80 Domare: Sabine Bonnin (Frankrike) | Sarajevo Publik: 80 Domare: Sabine Bonnin (Frankrike) |

|             | 16 september 2012 | Italien             | 1 – 0           | Polen | Stadio Riviera delle Palme                                             |                                                                        |
| 15:00 UTC+2 | 15:00 UTC+2       | Patrizia Panico 86′ | (0 – 0) Rapport |       | San Benedetto del Tronto Publik: 390 Domare: Kirsi Heikkinen (Finland) | San Benedetto del Tronto Publik: 390 Domare: Kirsi Heikkinen (Finland) |
| 15:00 UTC+2 | 15:00 UTC+2       |                     |                 |       | San Benedetto del Tronto Publik: 390 Domare: Kirsi Heikkinen (Finland) | San Benedetto del Tronto Publik: 390 Domare: Kirsi Heikkinen (Finland) |
| 15:00 UTC+2 | 15:00 UTC+2       |                     |                 |       | San Benedetto del Tronto Publik: 390 Domare: Kirsi Heikkinen (Finland) | San Benedetto del Tronto Publik: 390 Domare: Kirsi Heikkinen (Finland) |

|             | 19 september 2012 | Grekland | 0 – 0   | Italien | Nea Smyrni Stadium                                 |                                                    |
| 17:00 UTC+3 | 17:00 UTC+3       |          | Rapport |         | Aten Publik: 223 Domare: Lina Lehtovaara (Finland) | Aten Publik: 223 Domare: Lina Lehtovaara (Finland) |
| 17:00 UTC+3 | 17:00 UTC+3       |          |         |         | Aten Publik: 223 Domare: Lina Lehtovaara (Finland) | Aten Publik: 223 Domare: Lina Lehtovaara (Finland) |
| 17:00 UTC+3 | 17:00 UTC+3       |          |         |         | Aten Publik: 223 Domare: Lina Lehtovaara (Finland) | Aten Publik: 223 Domare: Lina Lehtovaara (Finland) |

|             | 19 september 2012 | Bosnien och Hercegovina | 1 – 0           | Makedonien | Asim Ferhatović Hase-stadion                               |                                                            |
| 17:00 UTC+2 | 17:00 UTC+2       | Amela Fetahović 31′     | (1 – 0) Rapport |            | Sarajevo Publik: 60 Domare: Venera Muradova (Azerbajdzjan) | Sarajevo Publik: 60 Domare: Venera Muradova (Azerbajdzjan) |
| 17:00 UTC+2 | 17:00 UTC+2       |                         |                 |            | Sarajevo Publik: 60 Domare: Venera Muradova (Azerbajdzjan) | Sarajevo Publik: 60 Domare: Venera Muradova (Azerbajdzjan) |
| 17:00 UTC+2 | 17:00 UTC+2       |                         |                 |            | Sarajevo Publik: 60 Domare: Venera Muradova (Azerbajdzjan) | Sarajevo Publik: 60 Domare: Venera Muradova (Azerbajdzjan) |

|             | 19 september 2012 | Ryssland            | 1 – 1           | Polen                  | Rodina Stadium                                            |                                                           |
| 19:00 UTC+3 | 19:00 UTC+3       | Nelli Korovkina 73′ | (0 – 1) Rapport | 45′ Patrycja Balcerzak | Khimki Publik: 800 Domare: Christine Baitinger (Tyskland) | Khimki Publik: 800 Domare: Christine Baitinger (Tyskland) |
| 19:00 UTC+3 | 19:00 UTC+3       |                     |                 |                        | Khimki Publik: 800 Domare: Christine Baitinger (Tyskland) | Khimki Publik: 800 Domare: Christine Baitinger (Tyskland) |
| 19:00 UTC+3 | 19:00 UTC+3       |                     |                 |                        | Khimki Publik: 800 Domare: Christine Baitinger (Tyskland) | Khimki Publik: 800 Domare: Christine Baitinger (Tyskland) |